# Te Amo (álbum de Kim)
Te Amo é o segundo álbum de estúdio do cantor Kim, lançado em 1993 pela gravadora Pioneira Evangélica. É um trabalho de música pop que, do ponto letrista, também traz canções românticas.

## Faixas
(Todas as músicas por Kim, exceto onde anotado)
Lado A
1. Te Amo
2. De Dentro
3. Nome dos Nomes (Ivo César)
4. Eu Só Quero Ser Feliz (Júlio César e Kim)
5. Vida

Lado B
1. Meu Amigo
2. Fé (César e Kim)
3. Será Difícil
4. Todos os Dias (Kim e César)
5. Canção de Amor
6. Divisa